# 大川慶悟
大川 慶悟（おおかわ けいご、1990年3月11日 - ）は、日本の男子水球選手。2016年リオデジャネイロオリンピック、2020年東京オリンピックに日本代表として出場。

## 来歴
1990年3月11日、茨城県土浦市に生まれる。土浦市立土浦第一中学校、秀明英光高等学校出身。日本体育大学卒。
2016年にリオデジャネイロオリンピックに出場。第18回世界水泳選手権11位、2019年ワールドリーグスーパーファイナルで6位。2021年、第97回日本選手権水泳競技大会で優勝を誇った。